# Acuponana consensa
Acuponana consensa är en insektsart som beskrevs av Delong och Freytag 1970. Acuponana consensa ingår i släktet Acuponana och familjen dvärgstritar. Inga underarter finns listade i Catalogue of Life.